# Poelschaatsenrijder
De schaatsenrijder of ook wel poelschaatsenrijder (Gerris lacustris) is een insect uit de familie van de schaatsenrijders (Gerridae). De soort werd beschreven door Carl Linnaeus in 1767. In Nederland komen nog zeven andere soorten voor die echter minder algemeen zijn en er meestal sterk op lijken.

## Uiterlijke kenmerken
Het lichaam is erg smal, met vaak kleine vleugels en vier lange poten waarmee relatief snel over het wateroppervlak bewogen kan worden. De kleur is bruin tot zwart en de buikzijde lichter, de maximale lengte ongeveer 12 millimeter zonder poten en antennes. Schaatsenrijders lijken sterk op vijverlopers (Hydrometra) en beeklopers (Velia), andere wantsen die op het wateroppervlak leven. Het verschil is dat een vijver- of beekloper hoger boven het water uitsteekt, loopt en niet 'schaatst' en zes duidelijke poten heeft. Een schaatsenrijder heeft er ook zes, maar het voorste paar zit helemaal bij de kop en is veel kleiner en tang-achtig. De nimfen lijken al sterk op de volwassen exemplaren. Ze zijn kleiner en vleugelloos en het achterlijf is veel korter.

## Voortbeweging
Zich voortbewegen doet deze soort door met de pootjes te roeien, en zo kleine golfjes te veroorzaken. Hier zet een schaatsenrijder zich tegen af en doordat de poten schoksgewijs worden bewogen lijkt de voortbeweging sterk op schaatsen. Aanvankelijk dacht men dat de schaatsenrijder zijn snelheid zou genereren door de vorming van capillaire golven. Dan zou hij zijn poten sneller moeten bewegen dan 0,25 m/s (de golfsnelheid van waterrimpels). Bij normale snelheden bewegen de schaatsenrijders zich niet zo snel, maar ze kunnen snelheden tot 1,5 m/s behalen, waardoor een paradox is ontstaan, ook wel Denny's Paradox genoemd.
De schaatsenrijder beweegt zich voort door het veroorzaken van een werveling die een naar achter gerichte impuls heeft. De schaatsenrijder krijgt daardoor zelf een voorwaartse impuls. Deze wijze van voortbeweging is geheel analoog aan roeien.
De middelste poten zijn de 'roeipoten' en de achterste zijn de 'stuurpoten'. Een schaatsenrijder kan dus over het water rennen, maar ook duiken en zelfs vliegen waardoor ver van het water kan worden overwinterd. Op het land is dit dier echter niet zo snel, en bij aanraking worden kleine sprongetjes gemaakt om te ontsnappen.
Het drijfvermogen is een ander verhaal. Vroeger werd gedacht dat de pootjes een beetje vettig zijn en dat ze blijven drijven doordat vet water afstoot. Het klopt dat de pootjes met een wasachtige stof bedekt zijn, maar het is gebleken dat het iets anders zit; onder de pootjes en ook op de buik zitten talloze kleine haartjes (setae) die het water afstoten. Dat kan alleen als de haartjes zo klein zijn dat ze de oppervlaktespanning vergroten door een dun laagje lucht vast te houden. De haartjes op de poten zijn inderdaad zo klein dat ze alleen te zien zijn met een elektronenmicroscoop. Ook andere insecten blijven op het water drijven door de oppervlaktespanning, maar de constructie aan het eind van de poten van de schaatsenrijder zorgt ervoor dat hij alleen op het uiteinde van zijn poten rust, waardoor hij in staat is met zijn lange poten over het water te roeien.
Door toevoegen van zeep of synthetische detergenten aan het water kan de oppervlaktespanning met een factor 10 afnemen, zodat de schaatsenrijder zal gaan zinken.

## Voedsel

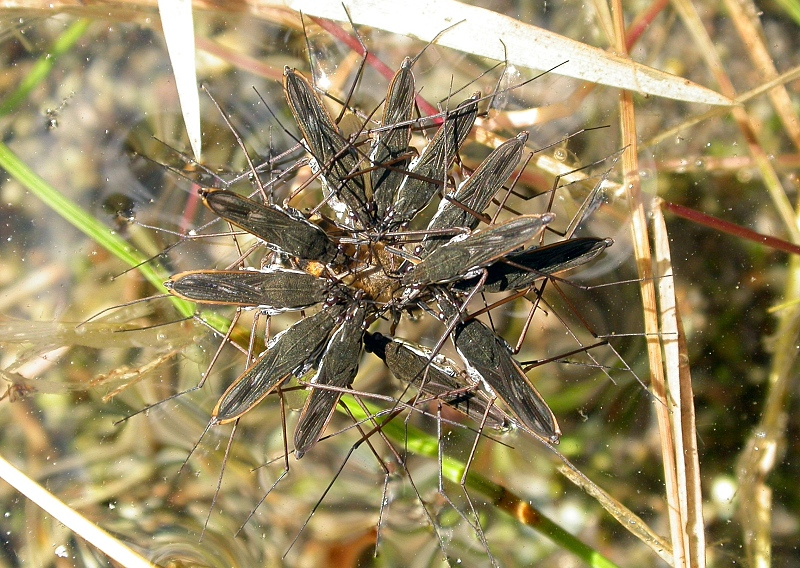
Schaatsenrijders van een onbekende soort eten een honingbij.

Deze wants jaagt en eet ook op het wateroppervlak, en het voedsel bestaat uit kleine dieren die in het water vallen en niet kunnen zwemmen. Voorbeelden zijn kleine kevertjes en vliegjes maar ook wel kleine waterinsecten die naar boven komen om adem te halen zoals muggenlarven. Ook amfibieënlarven worden gegeten. Met de voorste, tangachtige poten worden de prooien gegrepen en vastgehouden, en vervolgens door de zuigsnuit doorboord en leeggezogen.